# Orlac’s Hände
Orlac’s Hände ist ein österreichischer Horrorfilm von Robert Wiene aus dem Jahr 1924. Der Stummfilm wird dem Spätexpressionismus im deutschsprachigen Film zugeordnet.

## Handlung
Der gefeierte Konzertpianist Paul Orlac befindet sich auf der Heimreise von einer Tournee, sehnsüchtig erwartet von seiner Frau Yvonne. Doch es geschieht ein Unfall mit zwei kollidierenden Zügen, und Yvonne, die mit einem Fahrer erst zum Bahnhof und dann zum Unglücksort geeilt ist, kann den Gemahl nur schwer verletzt aus den Wrackteilen bergen. Im Sanatorium eines Dr. Serral kann zwar das Leben des Musikers gerettet werden, nicht jedoch die bei dem Zusammenstoß in Mitleidenschaft gezogenen Hände. Weil Yvonne den Chirurgen wegen eben dieser extrem wichtigen Körperteile anfleht, macht dieser sich den zufälligen Umstand zunutze, dass ihm am gleichen Tag der Einlieferung Orlacs die Leiche des hingerichteten Mörders Vasseur für wissenschaftliche Zwecke überstellt wurde: Ohne Wissen Yvonnes und des ehedem noch bewusstlosen Künstlers näht Serral diesem die Hände des Exekutierten an. Als er wieder im Besitz seiner geistigen Kräfte ist, wundert sich Orlac zwar über die merkwürdigen Hände, doch Gewissheit über das Geschehene verschafft ihm erst ein heimlich auf seinem Bett hinterlegter Zettel; außerdem erscheint kurz ein merkwürdiger Fremder am Fenster seiner Krankenzimmertür. Orlac ist vollkommen zerstört, denn nie wird er mit diesen Verbrecher-Händen seine alte Klavierkunst zurückerlangen oder sich einer Frau nähern können.

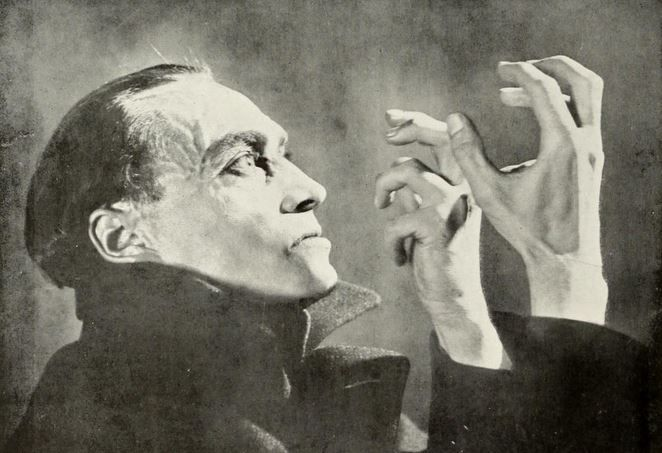
Conrad Veidt in Orlac’s Hände (Werbefoto; diese Einstellung kommt so im Film nicht vor)

Obwohl ihm Serral immer wieder Mut zugesprochen hat, wird Orlac zu Hause von Panikattacken und Ängsten gepeinigt. Seine Frau leidet darunter, und die künstlerische Untätigkeit führt zu finanzieller Not. Deshalb fordert Yvonne den Gemahl auf, bei seinem reichen Vater um Hilfe zu bitten. Aber dieses Ansinnen lehnt Paul strikt ab, weil beide Männer seit langer Zeit verfeindet sind; auch Yvonnes eigener Versuch scheitert. So macht sich Orlac schließlich doch auf, beim Senior zu betteln, findet ihn jedoch tot vor, erstochen mit dem Messer von Vasseur, das Orlac bei seiner Rückkehr aus der Klinik wie zufällig in seinem Haus vorgefunden und später in seinem Piano versteckt hatte. Traumatisiert begibt er sich in eine Kneipe, und dort kommt es zu einer seltsamen Begegnung: Der Fremde, den er kurz in der Klinik wahrgenommen hat, erpresst ihn um eine Millionen-Summe aus dem Erbe des Ermordeten. Orlacs entsetzte Verneinung nutzt nichts, denn die Polizei hat auf dem Tatmesser bereits die Fingerabdrücke Vasseurs gefunden, und der unbekannte Halunke weiß, dass Orlac die Hände des Hingerichteten transplantiert bekommen hat. Um dem Horror die Krone aufzusetzen, gibt sich der Fremde selbst als Vasseur aus – der Assistent von Dr. Serral habe ihm den Kopf wieder angenäht.
In seiner Verzweiflung vertraut sich der Pianist seiner ihm fremdgewordenen Frau an. Diese verlangt, dass er den absurden Vorfall sofort den Ermittlern meldet. Nur widerstrebend stimmt Orlac zu, wohl wissend, dass nur er selbst für das schlimme Delikt in Frage kommt. Und tatsächlich glaubt man ihm die Kneipenbegegnung nicht, doch als der Haftbefehl schon unterschrieben ist, kommt ein anderer Beamter und fordert Orlac auf, das geforderte Lösegeld in der Kneipe abzuliefern – die Polizei werde sich um alles Weitere kümmern. Natürlich nimmt der Erpresser (Kortner) die Summe erfreut entgegen, wird aber im nächsten Moment überwältigt. Die Ermittler erkennen in ihm den Trickbetrüger Nera, welcher mit Vasseur befreundet war und sich den höllischen Plan in allen Einzelheiten ausgedacht hat. Und genau deshalb gibt es immer noch das Problem, dass eigentlich nur Orlac seinen Vater umgebracht haben kann. In diesem Moment freilich kommt Yvonne mit ihrem Dienstmädchen Regine in das Lokal; diese war in früheren Szenen als – obgleich widerwillige – Komplizin Neras gezeigt worden und rechnet nun mit dem Unhold ab. Demnach waren dem Betrüger weder Hände noch Kopf abgetrennt worden, und die Fingerabdrücke Vasseurs hatte er mittels Wachs auf ein paar Gummihandschuhe übertragen. Und dies noch vor dem Mord, für den Vasseur hingerichtet wurde, weshalb jener sogar unschuldig starb. Orlac ist mit dieser Aussage nicht nur entlastet, sondern er kann – da seine neuen Hände gar kein Verbrechen begangen haben – wieder seiner Kunst nachgehen.

## Hintergrund
Orlac’s Hände entstand nach dem Roman Les mains d’Orlac von Maurice Renard. Er ist einer der ersten Filme, der sich mit den Ängsten vor Transplantationen beschäftigt. Drehort war das Filmatelier der Listo-Film in Wien.
Die Uraufführung fand Anfang September 1924 in Wien statt. Die Deutschland-Premiere folgte am 24. September 1924 im Berliner Haydn-Kino. Den Filmverleih übernahm die deutsche Berolina-Film. Die französische Version lief unter dem Titel Les Mains d'Orlac an, die englischsprachige als The Hands of Orlac. 1928 folgte die Erstaufführung in den Vereinigten Staaten, wo die Aywon Film Corporation den Vertrieb übernahm.
Für die Kulissen zeichneten die Filmarchitekten und Szenenbildner Hans Rouc, Karl Exner und Stefan Wessely verantwortlich.

## Kritiken

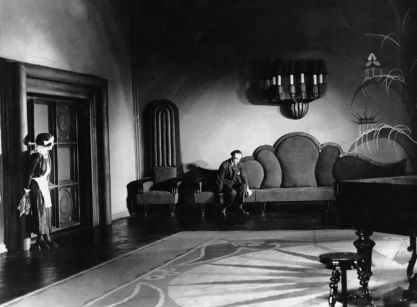
Szene aus dem Film

„Spätexpressionistischer Stummfilm, der realistische Kriminalfilm-Motive mit Elementen der seinerzeit noch jungen Wissenschaft der Psychologie verbindet und damit die Bewusstseinslage der unsicheren 20er-Jahre zum Ausdruck bringt. Ein beeindruckendes Spiel mit Licht und Schatten, dessen neu hinzugefügte avantgardistische Klangbilder gewöhnungsbedürftig sind.“

„Das Sujet verfügt über eine äußerst packende Exposition und hält die Spannung bis zur letzten Szene, von einem vorzüglich abgestimmten Ensemble, mit Konrad Veidt an der Spitze, bestens zur Geltung gebracht. Die Regieführung ist straff und sorgfältig, besonders in den sehr realistischen Szenen von der Eisenbahnkatastrophe, die Aufmachung geschmackvoll, die Geschehnisse der Handlung wirksam unterstreichend. Die Photographie in jeder Hinsicht auf der Höhe. Ein Inlandsfilm, der den besten fremden Erzeugnissen nicht nachsteht.“

„Ein selten spannender, phantastischer Film, nach dem Roman von Maurice Renard außerordentlich geschickt inszeniert, in der Mischung von Impression und Realistik, getragen von der unerhörten Gestaltungskraft Conrad Veidts. [Beschreibung der Handlung] Wie gesagt, ein ausgezeichnetes inszeniertes Bild, vor allem von Veidt unerhört gespielt, neben dem Fritz Kortner und Sorina stehen. – Bei der Premiere [in Berlin] stritten sich Pfeifer mit der Majorität der Begeisterten, die unendlichen Beifall bei den Aktschlüssen und bei offener Szene spendete. Der Film läuft vor täglich ausverkauftem Hause, ausgezeichnet illustriert durch Schmidt-Gentner, und im Mozartsaal – man möchte fast sagen – persifliert durch einen amüsanten kleinen Linder-Film ‚Zu Hilfe!‘, den man allerdings besser nicht vorher, sondern nachher gespielt hätte, damit das Düstere, das Schreckliche, Gespenstische und Grauenvolle, das dieser Film naturgemäß erzeugen muß, etwas gemildert worden wäre. – Trotzdem muß noch besonders betont werden, daß ‚Orlac’s Hände‘ bereits thematisch eine Bereicherung unseres gleichförmig gewordenen Kinospielplanes bedeutet. Selbst in den Provinzkinos wird man den Realismus herkömmlicher Produktion gern durch ein Werk phantastischer Wucht unterbrechen.“

## Versionen
Die Originalfassung wies eine Länge von 2.507 Metern oder 92 Minuten (bei 24 fps) auf. Nach dem Krieg gelangte eine sehr stark gekürzte Fassung mit ins Deutsche rückübersetzten Titeln in den Verleih, welche nur etwa 70 Minuten lang war. Die rekonstruierte Version von 1995 ist 2.357 Meter lang, was 86 Minuten entspricht.
Am 11. Januar 2001 wurde von Arte eine mit der Friedrich-Wilhelm-Murnau-Stiftung rekonstruierte Fassung ausgestrahlt. Diese Version wurde mit neuer Filmmusik von Henning Lohner sowie mit Hintergrundgeräuschen und der Vertonung einer Verhörszene mittels eines Off-Monologes versehen, was nicht ungeteilte Zustimmung fand. Der Film wurde seither auf zahlreichen Filmfestivals weltweit wiederaufgeführt.
Das Filmarchiv Austria erstellte mit eigenen Kopien ebenfalls eine Rekonstruktion, die minimal vollständiger ist, aber fotografische Mängel aufweist. Sie läuft 104 Minuten (bei 20 fps). Die Deutschlandpremiere der neuen Version war am 12. August 2013 bei den 29. Internationalen Stummfilmtagen in Bonn. Am Flügel begleitete Richard Siedhoff den Film mit einer eigenen Neukomposition, die sehr gut aufgenommen wurde. Inzwischen liegt diese Fassung als DVD mit einer Musik von Donald Sosin vor.
Es existiert auch eine DVD-Veröffentlichung der 1995 restaurierten Fassung mit neuen englischen Zwischentiteln von KINO-International, die eine Filmlaufzeit von 110 Minuten (bei 20 fps) aufweist.

## Zensurentscheide
Der Film wurde am 25. September 1924 für Deutschland zugelassen, jedoch mit der Einschränkung eines Jugendverbotes. Ein Antrag des sächsischen Innenministeriums vom 10. Januar 1925, wo eine Zensur des Films gefordert wurde, da dieser „geeignet sei, die öffentliche Sicherheit und Ordnung zu gefährden. […] Gestützt auf ein Gutachten des Landeskriminalamts Dresden erachtet es die Sächsische Regierung nicht für angängig, die inneren Einrichtungen und Hilfsmittel der Kriminalpolizei, insbesondere das Fingerabdruckwesen, in aller Öffentlichkeit bekannt zu machen, weil dadurch die Bekämpfung des Verbrechertums erschwert werde. Unangebracht sei ferner die Darstellung von Mitteln, die es dem Verbrecher ermöglichen, seine Spuren zu verwischen und die Polizei zu täuschen.“
Der Zensurantrag wurde von der Oberprüfstelle abgelehnt, da ein von ihr vernommener Sachverständiger des Polizei-Präsidiums Berlin den Sachverhalt als unrealistisch bezeichnet hat. Solche, oder ähnliche Erfahrungen, dass Fingerabdrücke mittels Wachsabdrücken gefälscht werden könnten, wären in Europa bisher nicht bekannt geworden, geschweige denn andere Methoden der Fälschung von Fingerabdrücken. Die Oberprüfstelle räumte zwar ein, dass der Film, wenn er eine realistische Methode zur Fälschung von Fingerabdrücken, sofern es sie gäbe, darstellen würde, bedenklich für die öffentliche Sicherheit wäre, stellte aber abschließend fest, dass es sich bei der im Film gezeigten Methode nur um ein „Hirngespinst“ handeln könne.
1996 wurde der Film erneut einer Prüfung unterzogen und freigegeben sowie mit keiner Altersbeschränkung versehen.

## Neuverfilmungen
Es gab folgende zwei Neuverfilmungen, wobei die erste als bessere und die zweite als schlechtere Verfilmung angesehen wird:
- Mad Love (USA 1935) mit Peter Lorre, Regie: Karl Freund
- Die unheimlichen Hände des Dr. Orlak (GB/FRA 1960) mit Mel Ferrer und Christopher Lee, Regie: Edmond T. Gréville